# (4058) Cecilgreen
(4058) Cecilgreen ist ein Hauptgürtelasteroid, der am 4. Mai 1986 von Edward L. G. Bowell vom Lowell-Observatorium aus entdeckt wurde.
Der Asteroid wurde nach Cecil Howard Green, einem Mitbegründer von Texas Instruments, benannt.